# Sœurs missionnaires d'Ajmer
Les sœurs missionnaires d'Ajmer sont une congrégation religieuse féminine enseignante et hospitalière de droit pontifical. 

## Historique
La congrégation est fondée le 26 avril 1911 à Ajmer dans le nord de l'Inde par le missionnaire capucin français Henri Caumont en religion Fortunat de Tours, futur évêque d'Ajmer, avec l'aide de sa sœur Joséphine Caumont, en religion Mère Marie-Mathilde, des franciscaines de Sainte Marie des Anges. Ses membres autochtones sont dès le commencement sous la direction spirituelle des capucins et finalement agrégées en 1955 à l'ordre des frères mineurs capucins. La congrégation reçoit son décret de louange en 1973.

## Activité et diffusion
Les sœurs travaillent en missions, se dédiant à l'instruction et à l'éducation de la jeunesse dans des écoles et des orphelinats, ainsi qu'à l'assistance des malades dans des dispensaires et des hôpitaux,. 
Elles sont présentes dans de nombreuses localités indiennes. 
La maison généralice est à Ajmer.
En 2017, la congrégation comptait 407 membres réparties dans 54 maisons.